# EWTN News In Depth
EWTN News In Depth ist eine wöchentliche Nachrichtensendung auf dem römisch-katholisch orientierten Fernsehsender EWTN.

## Geschichte
Seit der Einrichtung der Sendung im März 2021 wurde die Sendung von Montse Alvarado moderiert. Diese Rolle gab sie im Juni 2024 an Catherine Hadro weiter, um sich mehr um ihre Rolle als COO von EWTN News zu beschäftigen.
Die Sendung wird Freitags ausgestrahlt und die Folgen sind jeweils etwa eine Stunde lang und enthalten Interviews und dokumentär wirkende Berichte über Nachrichten aus der ganzen Welt.

## Inhalte
Die Sendung beschäftigt sich mit Nachrichten aus dem römisch-katholischen Umfeld und mit weltlichen Nachrichten aus einer katholischen Perspektive. Dazu gehörten im Jahr 2024 Interviews mit dem Football-Star Harrison Butker, mit dem Vorwahl-Präsidentschaftskandidaten und Gouverneur von Florida Ron DeSantis über seine Religion, der Frau des Psychologen Jordan Peterson, Tammy Peterson über ihre Konversion zum katholischen Glauben und mit Bischöfen wie Joseph Espaillat. Berichte umfassten auch die National Eucharistic Pilgrimage in den USA 2024.